# Campo trellica
Il Campo Trellica è un pianoro tettononico-carsico situato nella parte centrale del massiccio montuoso del Taburno Camposauro in provincia di Benevento. Nota località turistica di media montagna di rilevanza regionale, si tratta di un sito di notevole interesse naturalistico, che ricade nel territorio di competenza del parco regionale del Taburno - Camposauro.

## Geografia fisica
Il Campo è situato nell'estremo settore occidentale del territorio comunale di Tocco Caudio, in provincia di Benevento, nel gruppo montuoso del Taburno. Il pianoro si sviluppa alla quota media di 1066 m slm. A nord è bordato dal crinale dei monti Cardito (1137 m) e Serra del Ceraso (1220 m), mentre a sud dalle propaggini del Colle dei Paperi (1323 m). Ad ovest il crinale digrada verso la piana del Volturno, mentre ad est l'altopiano è in contiguità con l'adiacente campo Cepino.

## Geologia
Le rocce carbonatiche che costituiscono l'ossatura dei rilievi al bordo del pianoro sono essenzialmente calcari di piattaforma, calcari dolomitici e calcari marnosi mesozoici di età giurassico-cretacica, di facies neritica (calcilutiti, calcisiltiti e calciruditi) ricchi di fossili (essenzialmente foraminiferi planctonici di mare poco profondo, briozoi, molluschi lamellibranchi e gasteropodi). Tali rocce appaiono fortemente carsificate e tettonizzate dai processi di sollevamento orogenetico (miocene inferiore-medio) e successivo assestamento isostatico (miocene superiore e pliocene). Il fondo della conca è riempito da sedimenti di coltre eluvio-colluviale, marne rosse e argille intercalati a lenti e sacche di piroclastiti quaternarie di provenienza flegrea (Ignimbrite Campana) e, forse, in misura ridotta, vesuviana.

## Geomorfologia
Il modellamento del paesaggio ha dato origine a vasti pianori tettono-carsici definiti polje, situati lungo faglie normali e trascorrenti note o presunte, che attraversano il massiccio montuoso secondo varie direzioni (soprattutto NW-SE). Lungo una faglia parallela alla Val di Prata sono allineati il campo Trellica ed il campo Cepino. Vistose forme epicarsiche (sinkholes, doline di soluzione, pseudodoline, campi carreggiati, laghi stagionali, avvallamenti della superficie) si rivengono lungo tutto il campo Trellica e sue adiacenze. Presunti inghiottitoi collegano il carso superficiale ai circuiti carsici sotterranei, in massima parte sconosciuti. Altre forme del paesaggio rinvenibili nei dintorni sono legate alla lenta migrazione di coltri eluvio-colluviali e piroclastiche dalla mezza costa dei versanti verso il bordo del pianoro. Limitati fenomeni franosi avvengono lungo i versanti che bordano la piana: si concretizzano essenzialmente in ribaltamenti e scivolamenti di blocchi di roccia calcarea di volume variabile e in lente colate di copertura pedologica e piroclastiti, peraltro senza reali rischi per persone e animali.

## Idrogeologia

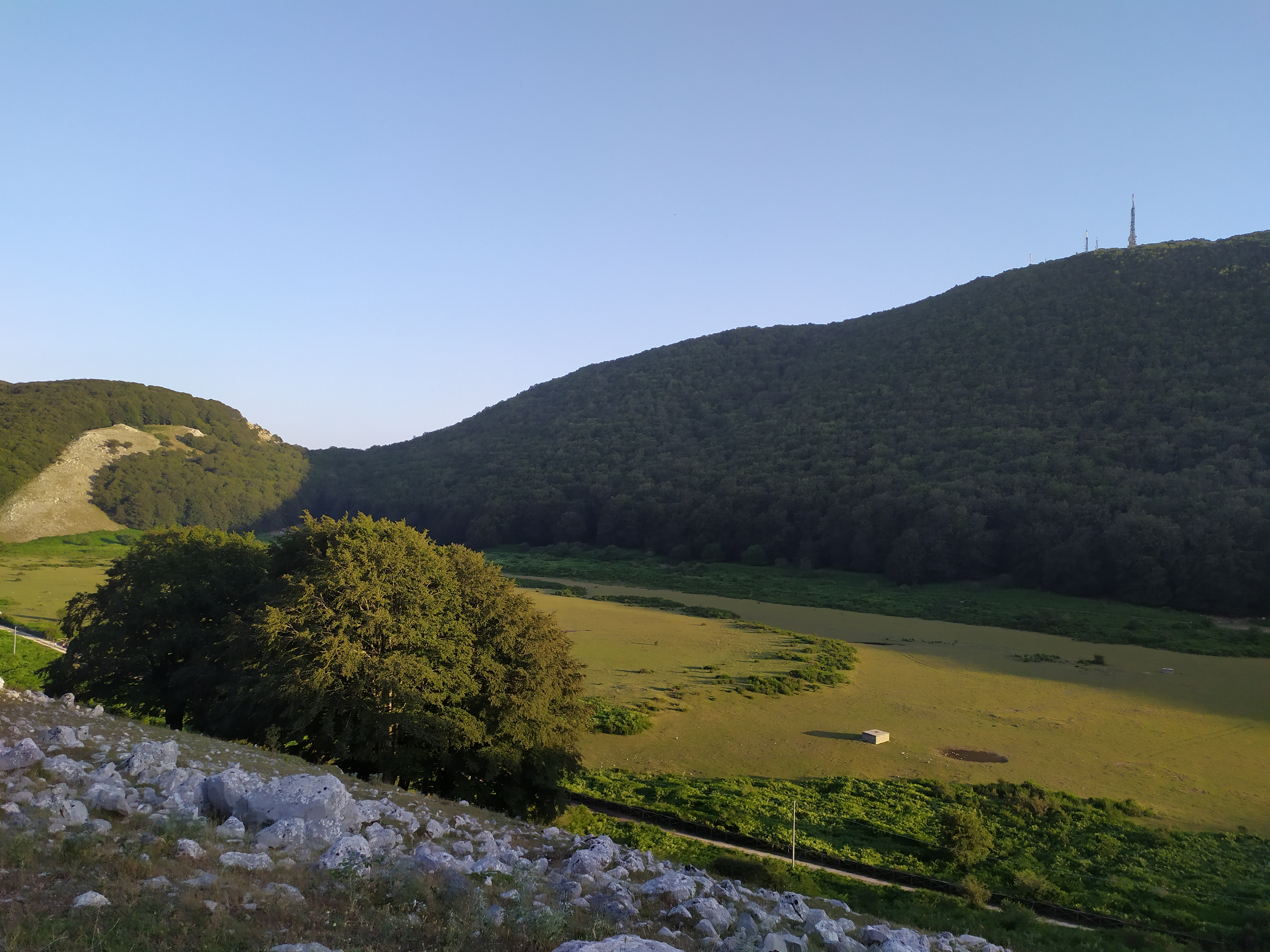
Il Campo del Camposauro, dalle caratteristiche simili

Il campo Trellica è una importante conca endoreica, che rappresenta il recapito di tutte le acque che si accumulano con le precipitazioni sulle alture circostanti. Durante il periodo di morbida (gennaio-maggio) molte doline sono in parte occupate da specchi d'acqua effimeri, legati da presunti inghiottitoi carsici alla falda profonda del massiccio montuoso. Come avviene per altri polje del Taburno (campo Cepino e campo Melaino) e del vicino Camposauro (il Campo), dall'inverno alla tarda primavera lo scioglimento delle nevi e le copiose precipitazioni drenano le acque nell'interno della montagna, contribuendo alla ricarica delle sorgenti basali (sorgenti Tormento e Fontana del Soldato a nord, gruppo del Fizzo a sud, scaturigini minori a est ed ovest). Durante la magra (agosto-dicembre) il paesaggio assume connotati tipici dell'epicarso mediterraneo secco e gli stagni effimeri si seccano, parallelamente alla fase di esaurimento di molte sorgenti basali.

## Flora
Il faggio (Fagus sylvatica) è la specie arborea predominante; cresce lungo tutti i versanti del pianoro ed è la specie più diffusa sul massiccio al di sopra dei 700 metri di quota (compare sporadicamente anche a quote inferiori, ma limitato dalla competizione del castagno, dell'acero e a luoghi della robinia). Il fondo del pianoro carsico è occupato solo da piante erbacee, caratteristica tipica di questo paesaggio. Cespugli di agrifoglio e varie piante a fiore annuali e perenni completano la comunità vegetale.